# Peterbilt
A Peterbilt egy amerikai tehergépjármű-gyártó vállalat. 1939-ben alapították a Fageol teherautógyár utódaként. Főként nehézvontatókat és közepes vontatókat gyárt. Alapítója  T.A. "Al" Peterman. 1958 óta a PACCAR leányvállalata. 
A Peterbilt teherautók leginkább a piros ovális emblémáról ismerhetőek fel. Főhadiszállása a texasi Dentonban található, és Sainte-Thérèse-ben (Québec, Kanada) és Mexicali-ban (Mexikó) vannak gyárai.